# Provinsen Hohenzollern
Hohenzollern var en de facto preussisk provins mellan 1850 och 1946 och ursprungsområde för den tyska fursteätten Huset Hohenzollern.
Den bildade en lång, smal landsträcka, som omgavs i öster, norr och väster av Württemberg,
i väster och söder av Baden, samt nio strödda enklaver i Baden och Württemberg. De flesta av invånarna var katoliker.
Provinsen, som till största delen är bergig (Rauhe Alb och i norr Schwarzwald), vattnas i söder av Donau och i norr av Neckar.
Jordbruk och boskapsskötsel var landets viktigaste näringsgrenar.
Provinsen Hohenzollern bildade regeringsområdet Sigmaringen, som underindelades i fyra ämter: Sigmaringen (huvudstad), Gammertingen, Hechingen och Haigerloch. Amtet Hechingen omfattade det forna furstendömet Hohenzollern-Hechingen eller det gamla grevskapet Hohenzollern (236 km2),  de övriga furstendömet Hohenzollern-Sigmaringen (906 km2), som utgjordes av två, genom Hohenzollern-Hechingen skilda delar, "Oberland" och "Unterland".
I judiciellt hänseende lydde Hohenzollern under Oberlandesgericht i Frankfurt am Main och i katolska kyrkoärenden till ärkebiskopsstiftet Freiburg.
Efter Tysklands nederlag i andra världskriget upplöstes provinsen Hohenzollern och uppgick 1946 i Württemberg-Hohenzollern.
Idag ingår området i det tyska förbundslandet Baden-Württemberg, där det delats upp mellan kretsarna Sigmaringen och Zollernalbkreis som också omfattar områden som inte tillhörde Hohenzollern.

## Källa
Den här artikeln är helt eller delvis baserad på material från Nordisk familjebok, Hohenzollern, 1904–1926.